# Uniforme de la selección de fútbol del Perú

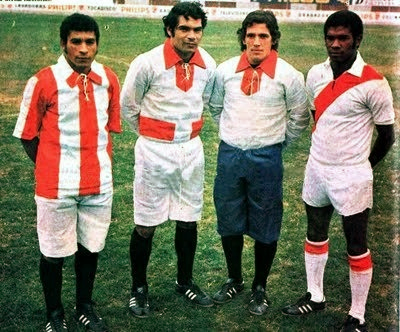
Evolución de la camiseta peruana desde 1927.

Diseño clásico de los uniformes titular y alternativo.

El uniforme de la selección de fútbol de Perú se compone de una camiseta blanca con una banda diagonal roja (de allí deriva el apodo que recibe la selección: La Blanquirroja, La Rojiblanca o La Bicolor), pantalón blanco, medias blancas con una franja roja. El uniforme oficial alternativo se compone de camiseta roja y banda blanca, medias y pantalones rojos. Es similar, por ejemplo, al de los clubes Rayo Vallecano de España y River Plate de Argentina.

## Historia
Desde su debut en el Campeonato Sudamericano 1927, la selección peruana ha usado cuatro diseños distintos, el último —con la franja diagonal— es el diseño que más variaciones ha tenido hasta la fecha.
En el Campeonato Sudamericano 1937 realizado en Argentina, la selección peruana tuvo que utilizar el uniforme del San Lorenzo. El hecho se produjo en dos partidos, el primero ante Brasil y el segundo ante Chile; debido a que ambas selecciones tenían el uniforme del mismo color que los peruanos.
En 1970, la selección peruana jugó tres amistosos, el primero con el uniforme del Universitario ante Uruguay, el segundo con el uniforme del Alianza Lima ante el Inter de Porto Alegre, y el tercero con el uniforme del Deportivo Municipal  ante el Inter de Porto Alegre. El hecho se produjo debido a que Perú jugó ante Bolivia en La Paz por las eliminatorias a México 1970 en donde perdió 2 a 1, y el árbitro yugoslavo nacionalizado venezolano Sergio Chechelev anuló injustamente el gol del empate para Perú lo cual provocó que los jugadores peruanos le reclamaran al árbitro, al final Ramón Mifflin y Nicolás Fuentes fueron expulsados e inhabilitados durante 6 meses por la FIFA. Luego de clasificar al Mundial de México 1970, la selección peruana decidió prepararse para el Mundial y en los partidos preparatorios se decidió incluir a los jugadores sancionados, y por ese motivo se usaron los uniformes de los tres grandes del fútbol peruano, y para evitar una posible sanción por parte de la FIFA se dijo que quienes jugaron esos partidos fueron Universitario, Alianza Lima y Centro Deportivo Municipal , y no Perú.

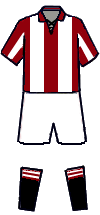
Primer diseño utilizado en los Campeonatos Sudamericanos de 1927 y 1929.
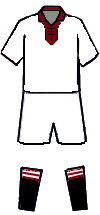
Segundo diseño utilizado en el Mundial de 1930.
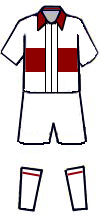
Tercer diseño, utilizado en el Campeonato Sudamericano 1935.
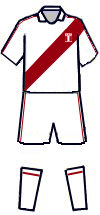
Cuarto y último diseño utilizado desde los Juegos Olímpicos de Berlín 1936 hasta la actualidad.

## Evolución cronológica
Evolución del uniforme de la Selección de fútbol del Perú, desde su creación:

### Evolución del uniforme titular
| 1927-1929 | 1930-1934 | 1935 | 1936-1938 | 1939-1941 | 1942-1955 | 1956-1966 | 1967-1974 | 1975-1977 |

| 1977 | 1978 | 1979 | 1980 | 1981 | 1982 | 1983-1985 | 1986 | 1986 |

| 1986 | 1987-1988 | 1989-1990 | 1991 | 1992 | 1992 | 1993-1995 | 1996-1998 | 1999-2000 |

| 2000-2002 | 2002-2004 | 2004-2006 | 2007 Copa América | 2007-2009 | 2010 | 2011 Copa América | 2011-2012 | 2012-2013 |

| 2014-2015 | 2015-2017 | 2016 Copa América | 2018 | 2018-2019 | 2019-2020 | 2020-2022 | 2021 Copa América | 2023-2024 |

| 2024-2025 |

### Evolución del uniforme alternativo
| 1970 | 1978 | 1982 | 1993-1995 | 1996-1998 | 1999-2000 | 2000-2002 | 2004-2006 | 2007 Copa América |

| 2007-2009 | 2010 | 2011 | 2011 Copa América | 2011-2013 | 2014 | 2015-2017 | 2018 | 2018-2019 |

| 2019-2020 | 2020-2022 | 2021 Copa América | 2023-2024 | 2024-2025 |

### Evolución del tercer uniforme
| 2022 |

### Uniformes especiales
- 1936-1937: Uniforme del San Lorenzo utilizado ante Brasil y Chile durante el Campeonato Sudamericano Argentina 1936-1937.
- 1970: Uniforme del Universitario utilizado ante Uruguay en un partido amistoso.
- 1970: Uniforme del Alianza Lima utilizado ante Internacional de Porto Alegre en un partido amistoso.
- 1970: Uniforme del Sporting Cristal utilizado ante Internacional de Porto Alegre en un partido amistoso.

| 1936-1937 | 1970 | 1970 | 1970 |

### Combinaciones
| 1997 vs. Estados Unidos | 1999 vs. Honduras | 2001 vs. Chile | 2005 vs. Colombia | 2005 vs. Venezuela y Bolivia | 2007 vs. Argentina | 2007-2009 vs. Chile y Brasil | 2008-2009 vs. Bolivia y Venezuela | 2011 vs. Chile |

| 2013 vs. Colombia | 2015 vs. Colombia y Chile | 2015 vs. Brasil | 2020 vs. Chile | 2022 vs. México | 2024 vs. Brasil | 2024 vs. Argentina | 2025 vs. Colombia |

### Evolución del uniforme de portero
| 2019 (Gallese vs. Colombia) | 2023-2024 | 2023-2024 | 2023-2024 | 2024-act. | 2024-act. | 2024-2025. | 2024-act. |

## Proveedores
Listado de marcas que vistieron a la selección peruana:
| Período   | Proveedor |
| --------- | --------- |
| 1977-1981 | Adidas    |
| 1982      | Penalty   |
| 1983-1985 | Adidas    |
| 1986      | Puma      |
| 1987-1988 | Calvo     |
| 1989-1990 | Power     |
| 1991      | Diadora   |
| 1992-1995 | Polmer    |
| 1996-1998 | Umbro     |
| 1999-2010 | Walon     |
| 2010-2018 | Umbro     |
| 2018-2022 | Marathon  |
| 2023-act. | Adidas    |